# South Beloit
South Beloit is een plaats (city) in de Amerikaanse staat Illinois, en valt bestuurlijk gezien onder Winnebago County.

## Demografie
Bij de volkstelling in 2000 werd het aantal inwoners vastgesteld op 5397. In 2006 is het aantal inwoners door het United States Census Bureau geschat op 5507, een stijging van 110 (2,0%).

## Geografie
Volgens het United States Census Bureau beslaat de plaats een oppervlakte van 10,6 km², waarvan 10,3 km² land en 0,3 km² water. South Beloit ligt op ongeveer 225 m boven zeeniveau.
South Beloit ligt aan de Rock River, een zijrivier van de Mississippi met een lengte van naar schatting 459 kilometer.

## Plaatsen in de nabije omgeving
De onderstaande figuur toont nabijgelegen plaatsen in een straal van 16 km rond South Beloit.